# Lobelia inflata
Lobelia inflata (Indian Tobacco) es una especie de planta de flores perteneciente a la familia Campanulaceae, es nativa del este de Norteamérica, desde el sudeste de Canadá (Nueva Escocia a Ontario) al sur por el este de EE. UU. a Alabama y oeste de Kansas. Crece en terrenos secos e incultos, bordes de carreteras, prados y ribazos.

## Características

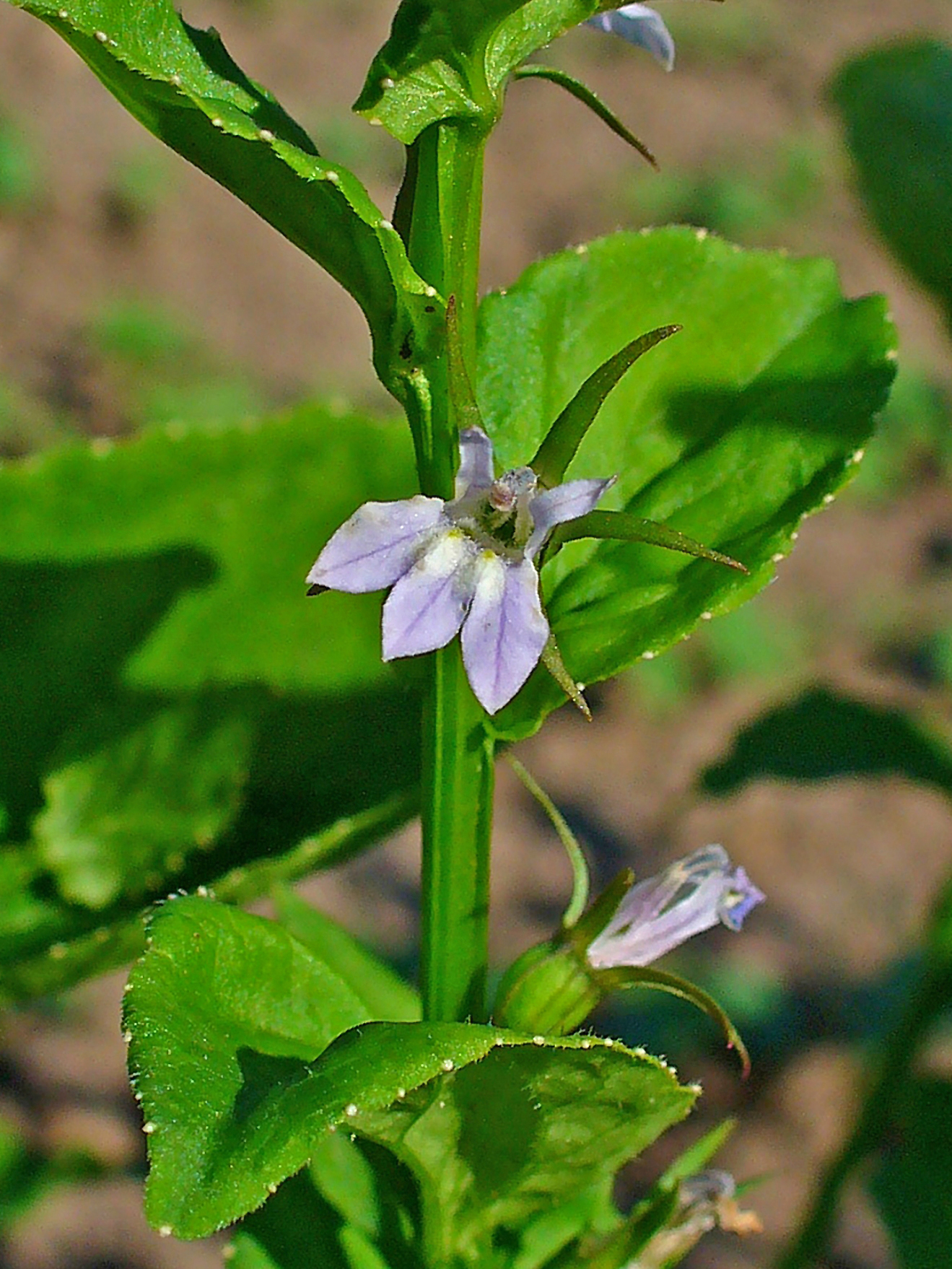
Lobelia inflata. Flor

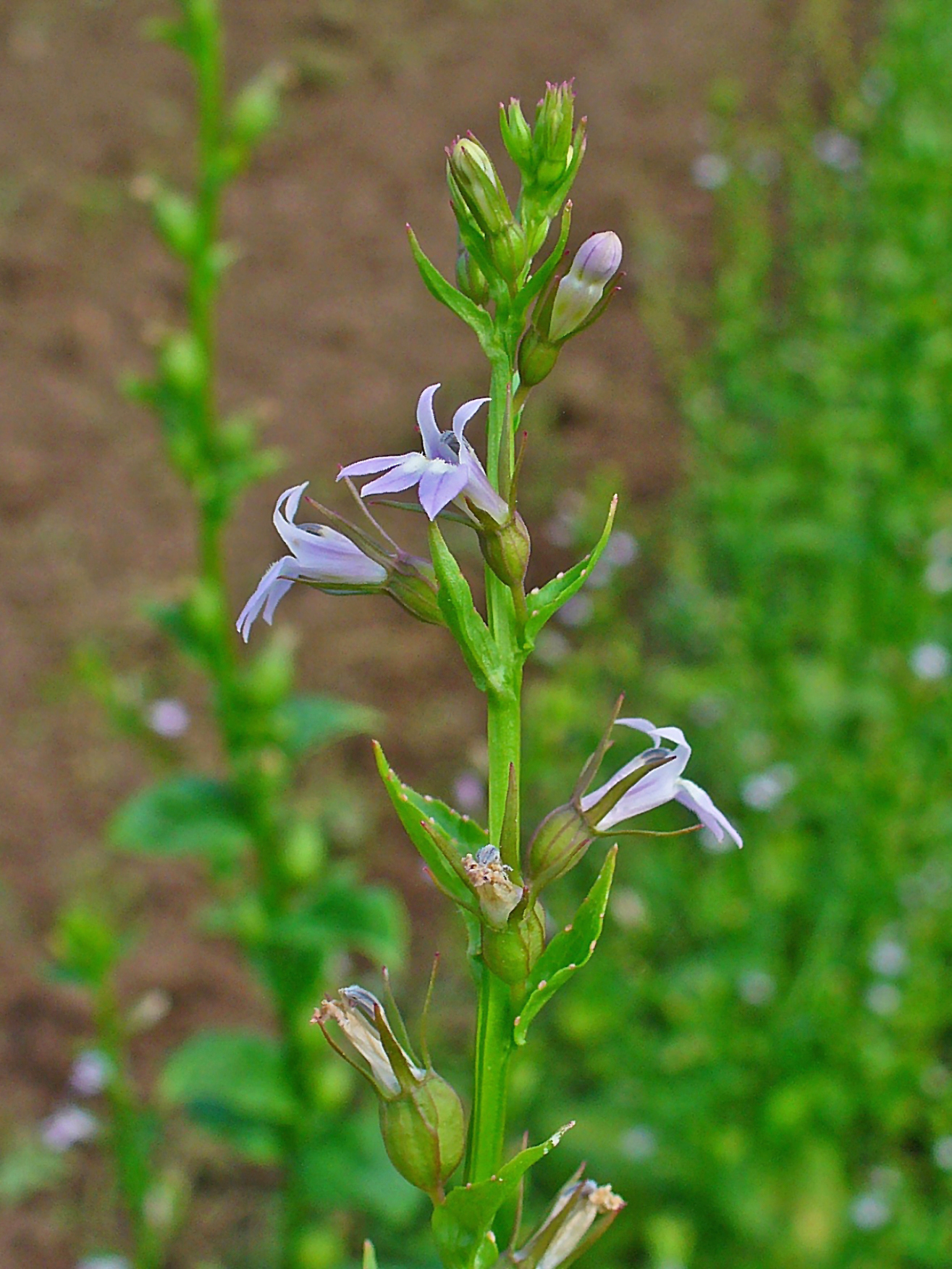
Inflorescencia

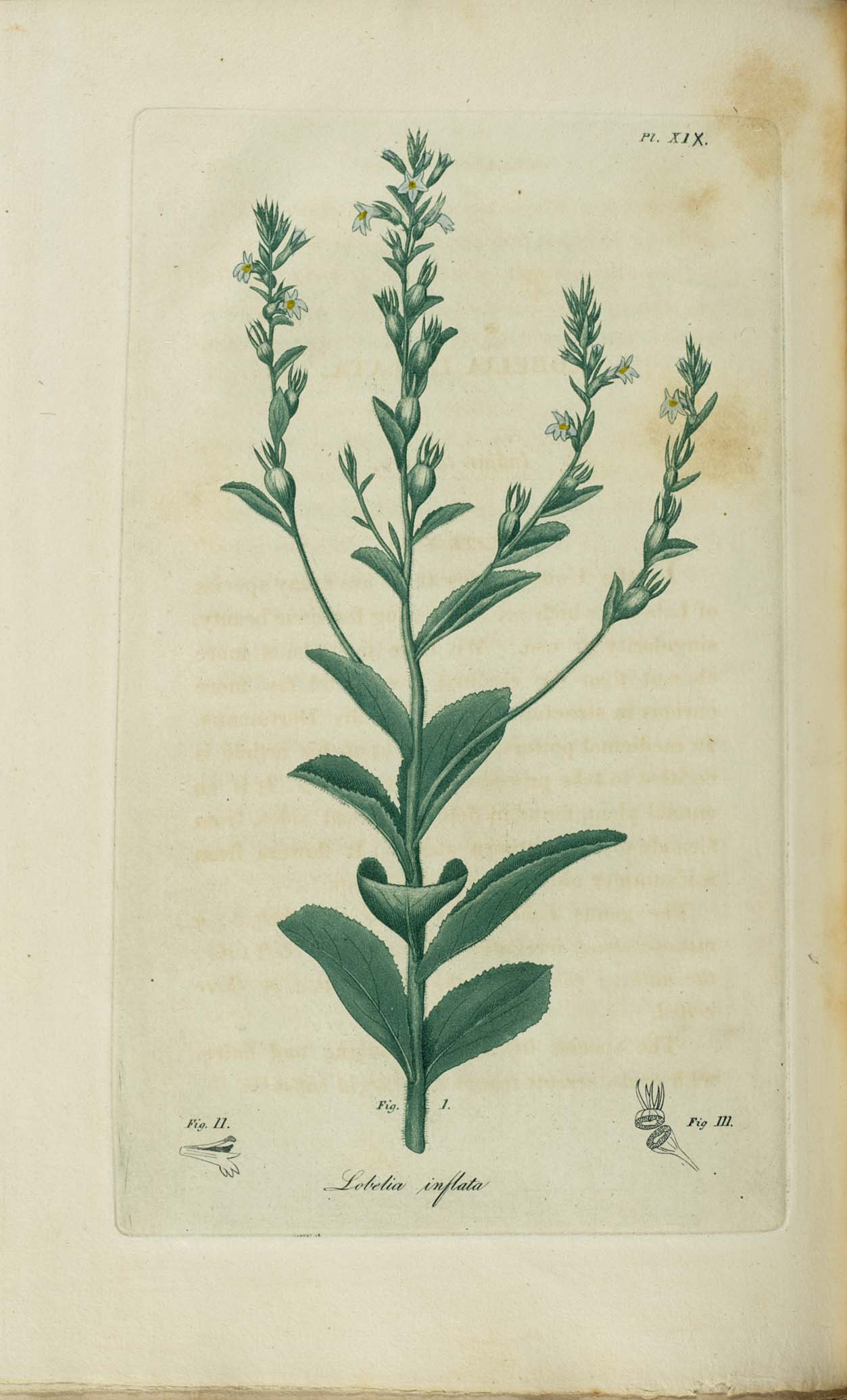
Ilustración

Es una planta herbácea caduca o bienal que alcanza los 15-100 cm de altura, con los tallos erectos cubiertos de fina pelusa. Tiene una raíz fibrosa amarillenta o violácea. Sus hojas de 5-7 cm de longitud por 2-3 cm de ancho, son alternas, pecioladas las inferiores y sésiles la superiores, oblongas, dentadas y cubiertas de pelillos. Las flores son numerosas y pequeñas de color violeta o azul pálido, tintadas de amarillo su interior, se producen en racimos terminales. El cáliz tiene 5 segmentos, la corola es pequeña y tubular de color azul pálido.
Las anteras de los estambres están unidas formando una corona de color púrpura. El fruto es una pequeña cápsula con dos celdas con numerosas semillas.

## Propiedades
- Utilizado en las afecciones respiratorias contra el asma y la tos. Tiene un efecto adrenérgico (simpaticomimético): aumenta la frecuencia y fuerza del latido cardíaco, actúa como coronariodilatador, disminuye el peristaltismo y aumenta el tono intestinal. Provoca liberación de glucógeno hepático, inhibe la secreción biliar, disminuye la diuresis, es vasoconstrictor, aumenta la tensión arterial. Al producir descarga adrenalínica, estimula el sistema nervioso central a nivel de los centros bulbares, produciendo broncodilatación. La isolobinina tiene un efecto balsámico, expectorante y antiasmático.
- Es emética, expectorante, sedante, diaforética y discretamente laxante.
- Al quemar la planta el humo que expele rechaza de forma natural a los insectos, en especial a los mosquitos.
- También estimula la frecuencia de la respiración y la dilatación de los bronquios.
- Contiene un alcaloide, la lobelina, que ayuda a la deshabituación del tabaco. Indicado para asma, bronquitis crónica, enfisema, insuficiencia respiratoria (como medicación de urgencia). Por su efecto gangliopléjico similar a la nicotina (actúa como antagonista), se preconizó su uso en la deshabituación nicotínica.

Contraindicado con hipertensión arterial, embarazo, lactancia. No prescribir simultáneamente neurolépticos ni a otras drogas con alcaloides.
Principios activos
Se han aislado una veintena de alcaloides del tipo de la piperidina y metilpiperidina, el más importante de los cuales es la lobelina. Son de destacar también la lobelanina y la lobelanidina.

## Taxonomía
Lobelia inflata fue descrita por Carlos Linneo y publicado en Species Plantarum 2: 931. 1753.
Etimología
Lobelia: nombre genérico que fue nombrado en honor del botánico belga Matthias de Lobel (1538-1616).
inflata: epíteto latino que significa "hinchado".
Sinonimia
- Dortmannia inflata (L.) Kuntze
- Lobelia inflata f. albiflora Moldenke
- Lobelia inflata var. simplex Millsp.
- Lobelia michauxii Nutt.
- Rapuntium inflatum (L.) Mill.
- Rapuntium michauxii (Nutt.) C.Presl	[7][8]